# Кюрваль
Кюрва́ль (фр. Curvalle, окс. Curvala) — коммуна во Франции, находится в регионе Юг — Пиренеи. Департамент — Тарн. Входит в состав кантона От-Даду. Округ коммуны — Альби.
Код INSEE коммуны — 81077.

## География
Коммуна расположена приблизительно в 550 км к югу от Парижа, в 95 км северо-восточнее Тулузы, в 26 км к востоку от Альби.
На севере коммуны протекает река Тарн, а на востоке — её приток Ранс.

## Климат
Климат умеренно-океанический. Зима мягкая и дождливая, лето жаркое с частыми грозами. Ветры довольно редки.

## Население
Население коммуны на 2010 год составляло 446 человек.
| 1962 | 1968 | 1975 | 1982 | 1990 | 1999 | 2010 |
| ---- | ---- | ---- | ---- | ---- | ---- | ---- |
| 1027 | 969  | 773  | 707  | 526  | 493  | 446  |

## Администрация
| Период | Период | Фамилия      | Партия       | Примечания |
| ------ | ------ | ------------ | ------------ | ---------- |
| ?      | 1983   | Дидье Сюо    | беспартийный |            |
| 1983   | 2008   | Алин Робер   | беспартийный |            |
| 2008   | 2020   | Жоэль Маркес |              |            |

## Экономика
В 2007 году среди 275 человек в трудоспособном возрасте (15—64 лет) 183 были экономически активными, 92 — неактивными (показатель активности — 66,5 %, в 1999 году было 71,1 %). Из 183 активных работали 171 человек (104 мужчины и 67 женщин), безработных было 12 (4 мужчины и 8 женщин). Среди 92 неактивных 16 человек были учениками или студентами, 43 — пенсионерами, 33 были неактивными по другим причинам.